# モンテネグロ軍
モンテネグロ軍（モンテネグロぐん、Vojska Crne Gore / Војска Црне Горе）は、モンテネグロの国軍。

## 歴史
- 2017年 - NATO（北大西洋条約機構）に加盟[2]。

## 機構

### 三軍
モンテネグロ軍は、陸軍、海軍、空軍の三軍種から成る。
- モンテネグロ陸軍（Kopnena Vojske Crne Gore）
- モンテネグロ海軍（Mornarica Vojske Crne Gore）
- モンテネグロ空軍（Vazduhoplovstvo i protivvazdušna odbrana - V i PVO）

### 統制機構
- 国防省

## 装備

### 陸軍
- BOV-VP M86 装甲兵員輸送車 ×8[3]
- JLTV 軽装甲車 ×20[3]
- BOV-1 自走対戦車ミサイル発射機 ×9[3]
- 9K111（AT-4 スピゴット） 対戦車ミサイル[3]
- 9K111-1（AT-5 スパンドレル） 対戦車ミサイル[3]
- D-30 122mm榴弾砲 ×12[3]
- M-63/M-94 プラメン 多連装ロケット発射機 ×18[3]
- 82mm迫撃砲 ×73[3]
- 120mm迫撃砲 ×32[3]

### 海軍
- 高速哨戒艇 ×2[3]
- 練習帆船 ×1[3]

### 空軍
- G-4 スーパーガレブ ×4（非稼働）[3]
- Utva-75 ×4（非稼働）[3]
- ベル412EP ツインヒューイ ×1[3]
- ベル412EPI　ツインヒューイ ×2[3]
- SA341/342L（HN-45M） ガゼル ×13[3]
- ベル505 ジェットレンジャーX ×2[3]